# Yano-kun no futsū no hibi
Yano-kun no futsū no hibi (矢野くんの普通の日々?) è una serie manga giapponese scritta e disegnata da Yui Tamura. La serializzazione è iniziata a giugno 2021 sul sito web Comic Days di Kodansha. Un adattamento cinematografico live-action è uscito nelle sale giapponesi nel novembre 2024. Un adattamento anime per la televisione, prodotto dallo studio Ajia-do Animation Works, debutterà nell’ottobre 2025.

## Personaggi
Tsuyoshi Yano (矢野剛?, Yano Tsuyoshi)
Doppiato da: Kōhei Amasaki
Interpretato da: Yūsei Yagi
Kiyoko Yoshida (吉田清子?, Yoshida Kiyoko)
Doppiata da: Yuka Nukui
Interpretata da: Anji Ikehata
Yūdai Hashiba (羽柴雄大?, Hashiba Yūdai)
Interpretato da: Kaito Nakamura
Izumi (泉?)
Interpretata da: Mizuho Shiromiya
Mei (メイ?)
Interpretata da: Ria Niinuma
Tanaka (田中?)
Interpretato da: Keigo Itō
Okamoto (岡本?)
Interpretata da: Ayame Tsutsui

## Media

### Manga
Scritto e disegnato da Yui Tamura, Yano-kun no Futsū no Hibi ha iniziato la serializzazione sul sito web Comic Days di Kodansha il 27 giugno 2021. I capitoli della serie sono stati raccolti in dieci volumi tankōbon a partire da marzo 2025. In Italia è stato annunciato durante il Comicon Bergamo 2025 da Edizioni BD che lo pubblicherà sotto l'etichetta J-Pop.
| Nº | Data di prima pubblicazione | Data di prima pubblicazione | Data di prima pubblicazione |
| Nº | Giapponese                  | Giapponese                  | Italiano                    |
| -- | --------------------------- | --------------------------- | --------------------------- |
| 1  | 10 novembre 2021            | ISBN 978-4-06-525930-6      | 2025                        |
| 2  | 9 febbraio 2022             | ISBN 978-4-06-526748-6      | —                           |
| 3  | 8 giugno 2022               | ISBN 978-4-06-528095-9      | —                           |
| 4  | 12 ottobre 2022             | ISBN 978-4-06-529451-2      | —                           |
| 5  | 8 marzo 2023                | ISBN 978-4-06-530720-5      | —                           |
| 6  | 13 settembre 2023           | ISBN 978-4-06-529451-2      | —                           |
| 7  | 14 febbraio 2024            | ISBN 978-4-06-534457-6      | —                           |
| 8  | 10 luglio 2024              | ISBN 978-4-06-529451-2      | —                           |
| 9  | 13 novembre 2024            | ISBN 978-4-06-537332-3      | —                           |
| 10 | 12 marzo 2025               | ISBN 978-4-06-538766-5      | —                           |

### Film live-action
Un adattamento cinematografico live-action è stato annunciato il 4 luglio 2024. Il film, prodotto da Shochiku, è diretto da Takehiko Shinjō, con una sceneggiatura firmata da Noriaki Sugihara, Kei Watanabe e Hajime Ibuki, e musiche composte da Nobuaki Nobusawa. È stato presentato in anteprima nelle sale giapponesi il 15 novembre 2024. La colonna sonora include la canzone "Staying with You" dei Travis Japan.

### Anime
Il 4 luglio 2024 è stato annunciato anche un adattamento anime. In seguito è stato confermato che si trattava di una serie televisiva prodotta da Happinet, animata da Ajia-do Animation Works e diretta da Shinpei Mitsuo, con Deko Akao alla composizione della serie, Toshihasa Kaya al character design e Hideakira Kimura alla colonna sonora. La premiere è prevista per ottobre 2025.